# Lois Sturt
Lois Sturt (25 août 1900 - 18 septembre 1937) est l'une des Bright Young People des années 1920. Plus tard amante du comte de Pembroke et du duc de Kent, elle épouse Evan Morgan (2e vicomte Tredegar).

## Biographie
Lois Ina Sturt est née le 25 août 1900, fille de Humphrey Sturt (2e baron Alington) et de Feodorowna Yorke. Son grand-père maternel est Charles Yorke (5e comte de Hardwicke), et son frère est Napier Sturt (3e baron Alington).
Elle devient célèbre comme la femme la plus peinte d'Angleterre : à seulement 20 ans, elle a déjà sept portraits réalisés, dont 4 croquis d’Étienne Drian, des études à l'huile d'Ambrose McEvoy, Olive Snell et Gerald Kelly (en) et un autoportrait. Tous les sept sont exposés en 1921 à l'exposition annuelle de la National Portrait Gallery . Elle fréquente la Slade School of Art et scandalisant la société, elle ouvre son propre studio d'art à Chelsea. Wyndham Lewis dit qu'elle est "la plus belle débutante de son époque" et Barbara Cartland dit qu'elle est "fougueuse, impétueuse et avec des yeux sombres et brillants".

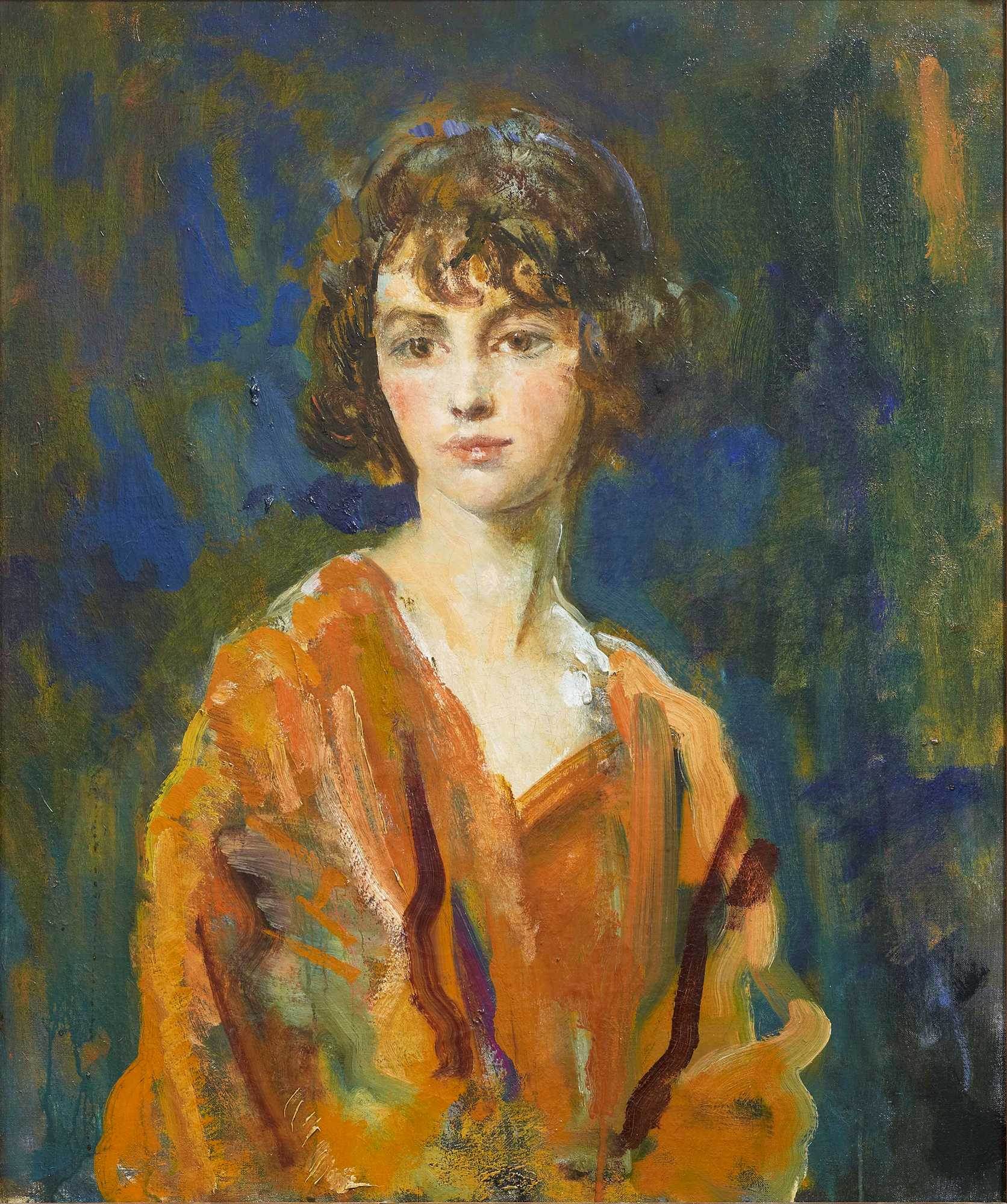
1920 - "Portrait de Lois Sturt" par Ambrose McEvoy (Crudwell, Wilts, 1878-1927, Londres). Huile sur toile

Elle fait partie des Bright Young People des années 1920. Elle est parmi les fondateurs des fameuses chasses au trésor nocturnes et elle est condamnée à une amende pour avoir conduit sa voiture à 51 milles à l'heure à travers Regent's Park à 2 heures du matin. Elle a dit à l'officier qui l'a arrêtée : « Mais je dois y arriver, je dois y arriver avant que quelqu'un d'autre ne trouve le prochain indice. Elle est une amie proche de Tallulah Bankhead, Poppy Baring (en), Lady Victoria Bullock, Barbara Cartland, Madame Louis Cartier, Gladys Cooper, Nancy Cunard, Mona Dunn, Hon. Diamond Hardinge, Sonia Keppel, plus tard Hon. Mme Roland Cubitt, Anita Leslie (en), Lady Eleanor Smith (en), Viola Tree (en). Surnommée « bacchante », elle boit beaucoup et fait encore plus la fête. Elle est l'une des rares femmes propriétaires de chevaux de course de son époque. De plus, elle est une danseuse accomplie et une pilote parfaitement formée. Même si elle est une artiste de formation, elle devient finalement une actrice, l'une des premières des Bright Young Things à le faire. En 1921, elle interprète une dame de la cour dans The Virgin Queen (Lady Diana Cooper interprète la reine Elizabeth Ire) et en 1922, elle incarne Nell Gwynne dans The Glorious Adventure, le premier film britannique en couleur.
Elle devient l'amante de Reginald Herbert (15e comte de Pembroke), de 20 ans son aîné, puis du prince George, duc de Kent, de 2 ans son cadet. Parmi ses autres amants, on compte Edward Boulenger, Duff Cooper, Tim Freeland, Augustus John, Luffy Loughborough.
Ses papiers comprennent, outre les journaux de fiançailles, également des lettres d'amour et un album de vers et de blagues sexuellement explicites .
Le 21 avril 1928, elle épouse Evan Morgan (2e vicomte Tredegar). Ils se séparent en 1936 .
Elle est décédée le 18 septembre 1937 à Budapest d'une crise cardiaque. Une enquête ultérieure confirme que le décès est la conséquence d'un régime extrême qui a exacerbé une maladie cardiaque non diagnostiquée. Ses cendres sont ramenées en Angleterre et enterrées dans la roseraie de Crichel House.
Les papiers Lois Sturt sont conservés à la Bibliothèque nationale du pays de Galles.

## Galerie

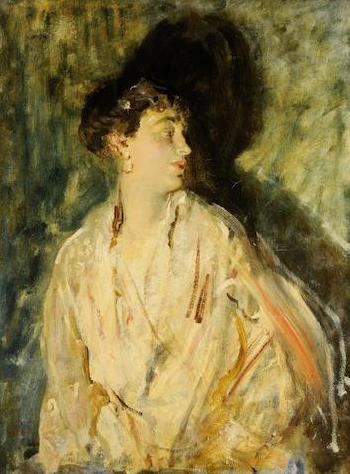
par Ambrose McEvoy, 1920
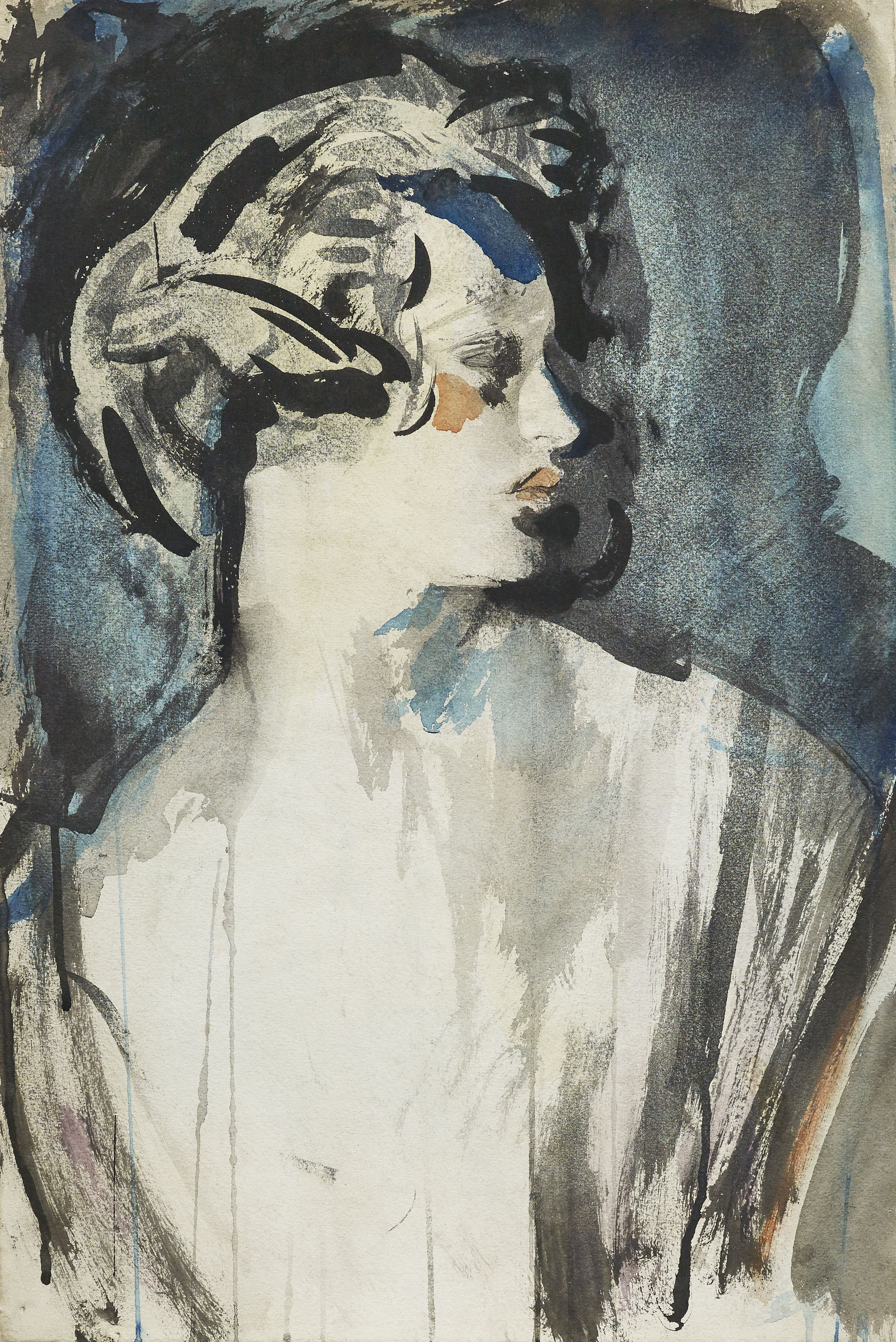
par Ambrose McEvoy, 1920
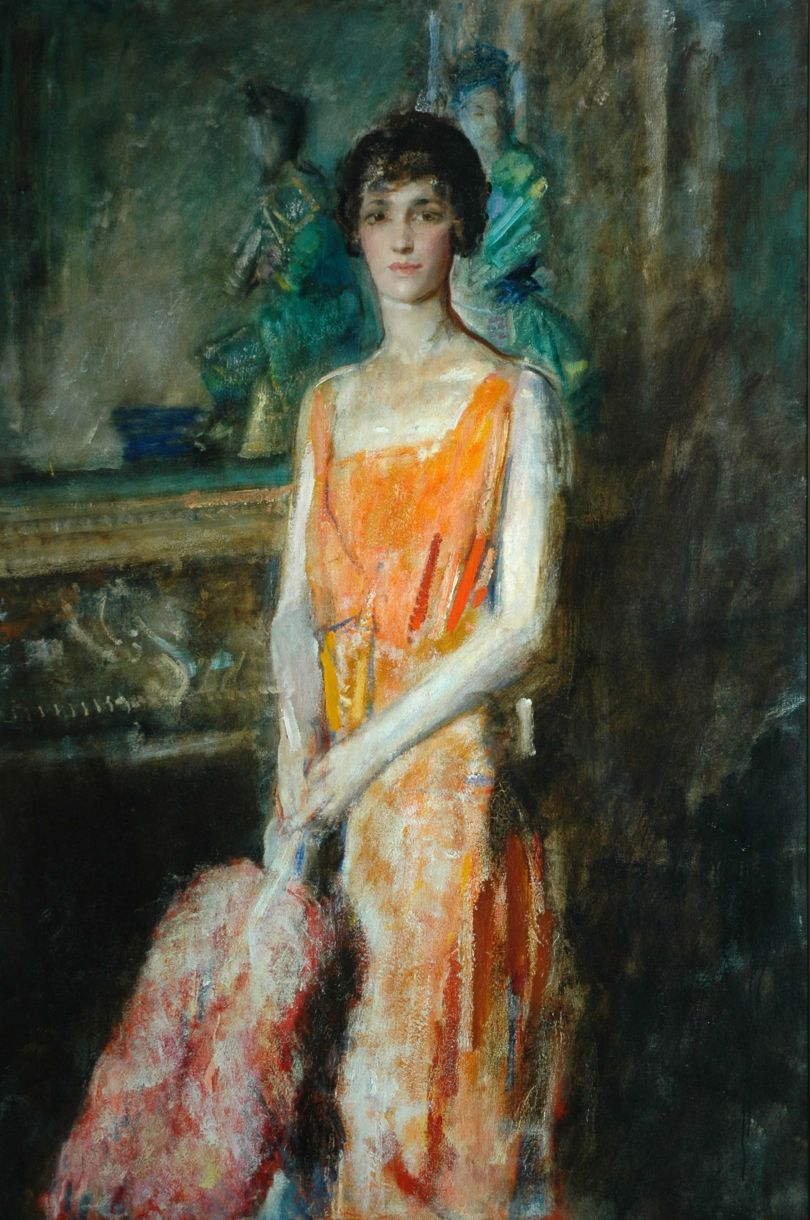
par Ambrose McEvoy, 1920